# Imrich Miklós
Imrich Miklós (* 18. února 1974) je bývalý slovenský fotbalista, útočník.

## Fotbalová kariéra
V československé a slovenské lize hrál za DAC Dunajská Streda, Inter Bratislava, Artmedii Petržalka a MŠK Žilina. V československé lize nastoupil ve 3 utkáních. Ve slovenské lize nastoupil ve 46 utkáních a dal 10 gólů. V sezóně 1996–1997 byl nejlepším střelcem 2. slovenské ligy s 26 góly. Kariéru pokračoval v nižších soutěžích v Rakousku. Stále aktivní hráč v 5. slovenské ligy.

## Ligová bilance
| Ročník                                   | Zápasy | Góly | Klub                |
| ---------------------------------------- | ------ | ---- | ------------------- |
| 1. československá fotbalová liga 1991/92 | 2      | 0    | DAC Dunajská Streda |
| 1. československá fotbalová liga 1992/93 | 1      | 0    | DAC Dunajská Streda |
| Corgoň liga 1993/94                      | 4      | 0    | DAC Dunajská Streda |
| Corgoň liga 1996/97                      | 1      | 1    | Inter Bratislava    |
| Corgoň liga 1997/98                      | 15     | 3    | Artmedie Petržalka  |
| Corgoň liga 1997/98                      | 2      | 1    | MŠK Žilina          |
| Corgoň liga 1998/99                      | 24     | 5    | Inter Bratislava    |
| CELKEM                                   | 49     | 10   |                     |